# Choro Grande
Choro Grande ist eine Ortschaft im Departamento La Paz im südamerikanischen Andenstaat Bolivien.

## Lage im Nahraum
Choro Grande ist Nachbarort von Trinidad Pampa, zweitgrößtem Ort des Kanton Arapata im Municipio Coripata in der Provinz Nor Yungas. Die Ortschaft liegt auf einer Höhe von 1682 m am linken, westlichen Ufer des Río Peri, einem linken Nebenfluss des Río Tamampaya, der nach Norden fließt und in den Río Beni mündet. 

## Geographie
Choro Grande liegt im Übergangsbereich zwischen dem Altiplano und der Cordillera Real im Westen und den Ausläufern des Amazonas-Tieflandes im Osten.
Der Jahresniederschlag hier in den subtropischen Yungas liegt bei 1100 mm (siehe Klimadiagramm Coroico) und weist eine deutliche Trockenzeit von Mai bis August und eine Regenzeit von Dezember bis Februar auf. Die Monatsdurchschnittstemperaturen schwanken nur unwesentlich zwischen 20 °C und 25 °C, tagsüber ist es sommerlich warm und nachts angenehm kühl.

## Verkehrsnetz
Choro Grande liegt in einer Entfernung von 113 Straßenkilometern nordöstlich von La Paz, der Hauptstadt des Departamentos.
Von La Paz führt die asphaltierte Nationalstraße Ruta 3 in nordöstlicher Richtung 52 Kilometer bis Cotapata und von dort als Schotterpiste über 35 Kilometer bis Coroico. Hier zweigt die Ruta 40 nach Südosten ab, erreicht nach 29 Kilometern Choro Grande und führt von dort weiter über Trinidad Pampa und Coripata nach Puente Villa, wo sie auf die Ruta 25 stößt, die weiter in südöstlicher Richtung nach Inquisivi und Cochabamba führt.

## Bevölkerung
Die Einwohnerzahl der Ortschaft ist in den vergangenen Jahrzehnt deutlich angestiegen, vor allem im Ortsteil El Choro:
| Jahr | Einwohner         | Quelle       |
| ---- | ----------------- | ------------ |
| 1992 | keine Detaildaten | Volkszählung |
| 2001 | 122               | Volkszählung |
| 2012 | 424               | Volkszählung |
| 2024 |                   | Volkszählung |